# Kościół św. Aleksandra w Schmallenbergu
Kościół św. Aleksandra (niem. St.-Alexander-Kirche) – rzymskokatolicka świątynia parafialna znajdująca się w niemieckim mieście Schmallenberg, na terenie archidiecezji Paderborn.

## Historia
Budowę halowego kościoła ukończono w II połowie XIII wieku, pierwsza wzmianka o świątyni pochodzi z 1261 roku. Parafią przez ok. 600 lat opiekowali się mnisi z pobliskiego klasztoru Grafschaft. Budynek uniknął zniszczenia podczas pożaru miasta w 1822 rok. W latach 1905–1906 świątynię znacząco rozbudowano o nowy, neoromański fragment projektu Josepha Buchkremera, ze starego kościoła zachowano dwa przęsła korpusu nawowego i absydę. W 1996 rozebrano wieżę, odbudowano ją w latach 2003–2004. Jej konstrukcję wykonano z betonu i obłożono kamieniem. W latach 2013–2014 kościół gruntownie odrestaurowano.

## Architektura i wyposażenie
Świątynia składa się z dwóch części: romańskiej hali starego kościoła i neoromańskiej bazyliki. Posadzki obu części świątyni zdobią mozaiki, przecięcie ich osi zaznaczone jest okręgiem. W prezbiterium umiejscowiono ołtarz główny z tabernakulum, ołtarz posoborowy oraz ambonę. Ołtarz główny zdobią wizerunki świętych: Aleksandra, Elżbiety, Benedykta i Bonifacego, umieszczenie na nim postaci Benedykta podkreśla związki parafii z nieodległym klasztorem Grafschaft. Portal zachodni wypełniają drzwi z niebieskiego szkła, symbolizującego wodę używaną podczas sakramentu chrztu. Przy portalu ustawiono chrzcielnicę. Organy wykonał w 1944 roku warsztat Klais Orgelbau. Starą część kościoła zdobi ołtarz poświęcony św. Walentemu, patronowi miasta, oraz gotyckie sakramentarium. W dolnej kondygnacji wieży ulokowano salę do medytacji. Pięć dzwonów wisi w górnej kondygnacji wieży, a szósty – na sygnaturce. Dane instrumentów:
| Imię                  | Waga    | Średnica | Ton | Rok odlania | Ludwisarnia                      |
| --------------------- | ------- | -------- | --- | ----------- | -------------------------------- |
| Dachreiterglocke      | 65 kg   | 48 cm    | a"  | 1923        | brak danych                      |
| Antonius von Padua    | 457 kg  | 86,9 cm  | c"  | 2004        | Petit & Gebr. Edelbrock, Gescher |
| Valentin              | 648 kg  | 102,8 cm | as' | 1947        | Albert Junker, Brilon            |
| Alexander             | 1080 kg | 123,2 cm | f'  | 1947        | Albert Junker, Brilon            |
| Maria/Marienglocke    | 1537 kg | 137,8 cm | es' | 1947        | Albert Junker, Brilon            |
| Joseph/Friedensglocke | 1630 kg | 163 cm   | c'  | 1947        | Albert Junker, Brilon            |

## Galeria

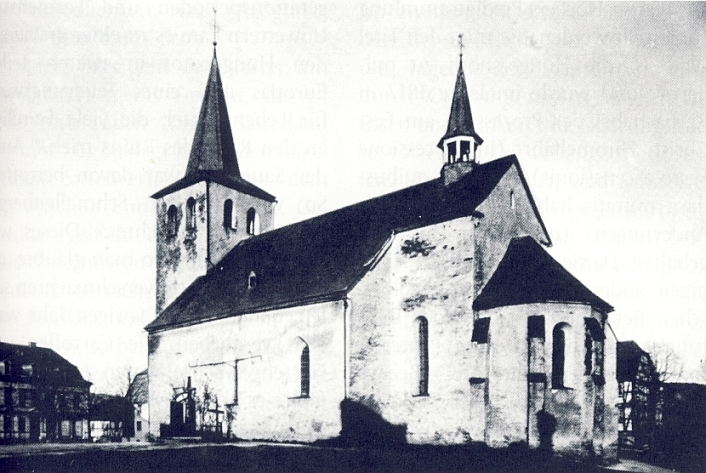
Widok w 1900 roku, przed rozbudową
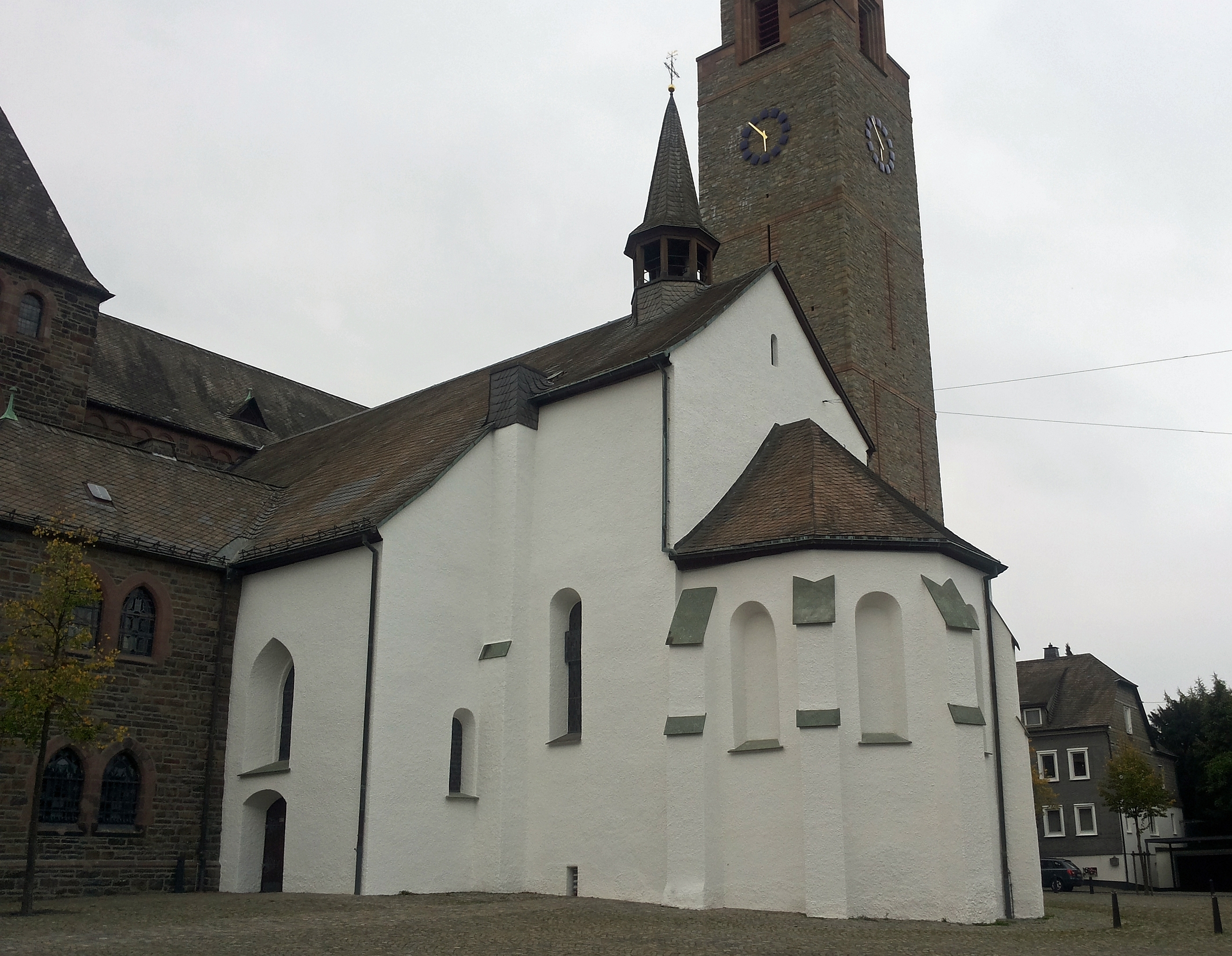
Romańska część kościoła
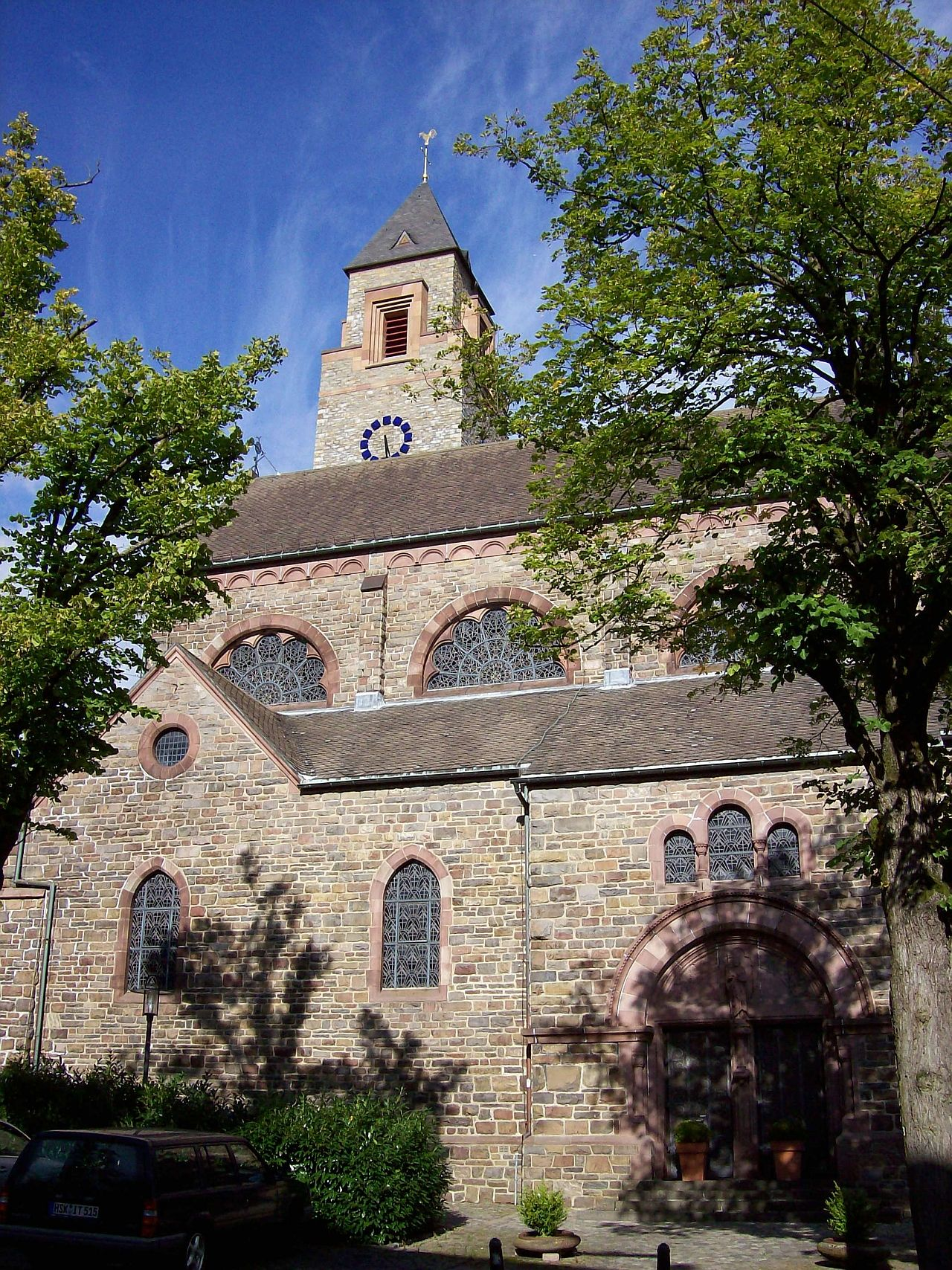
Widok z zachodu
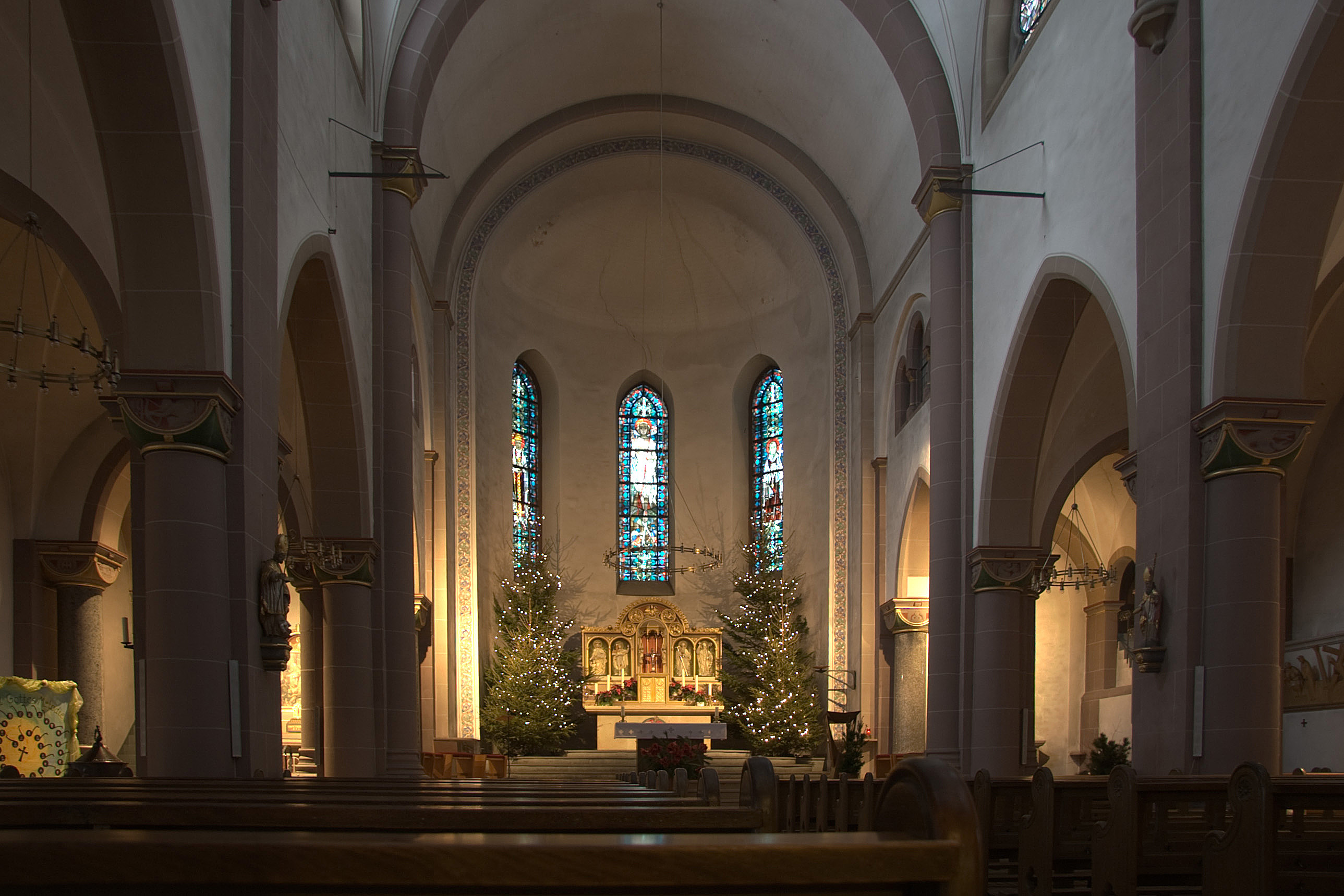
Wnętrze
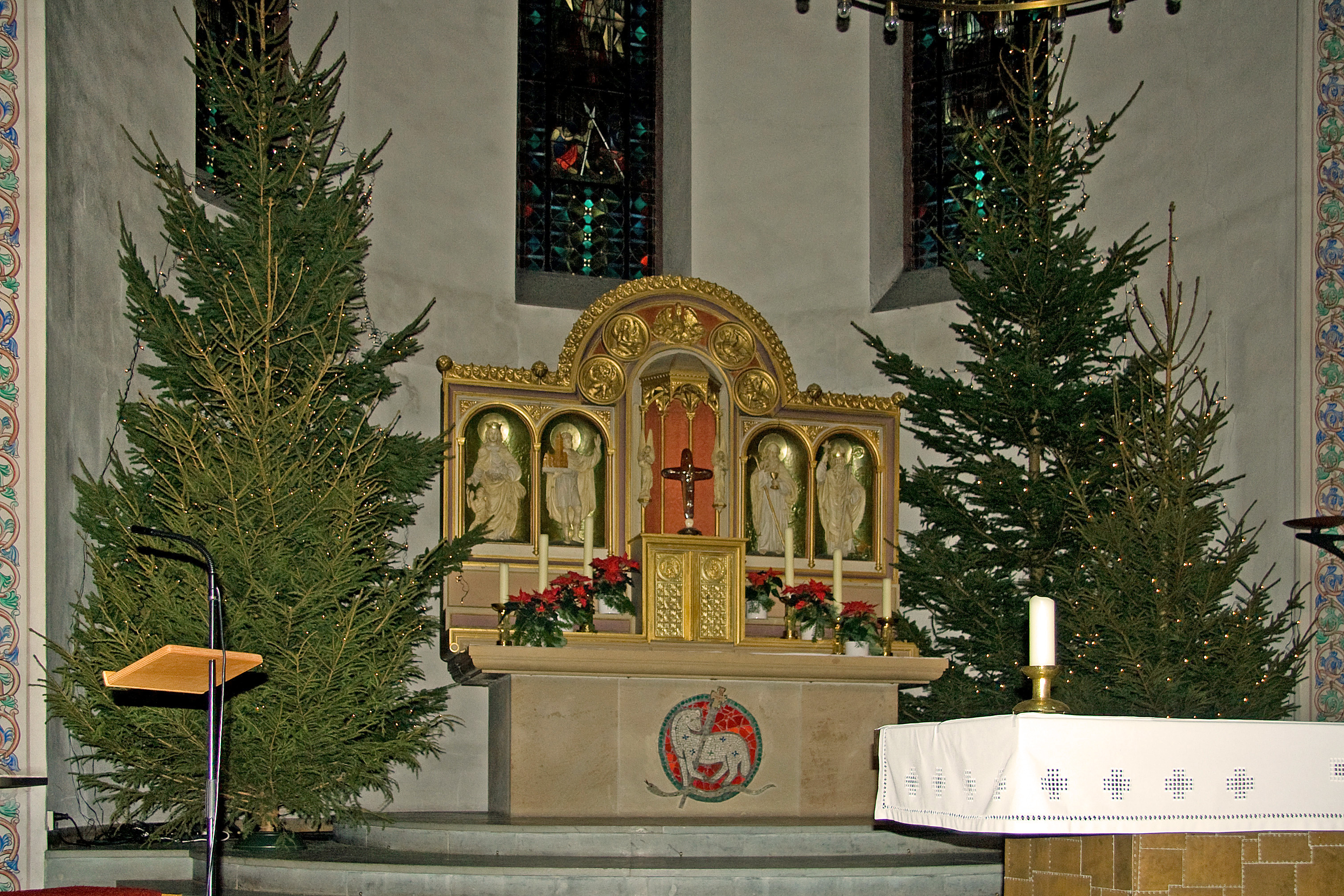
Ołtarz główny
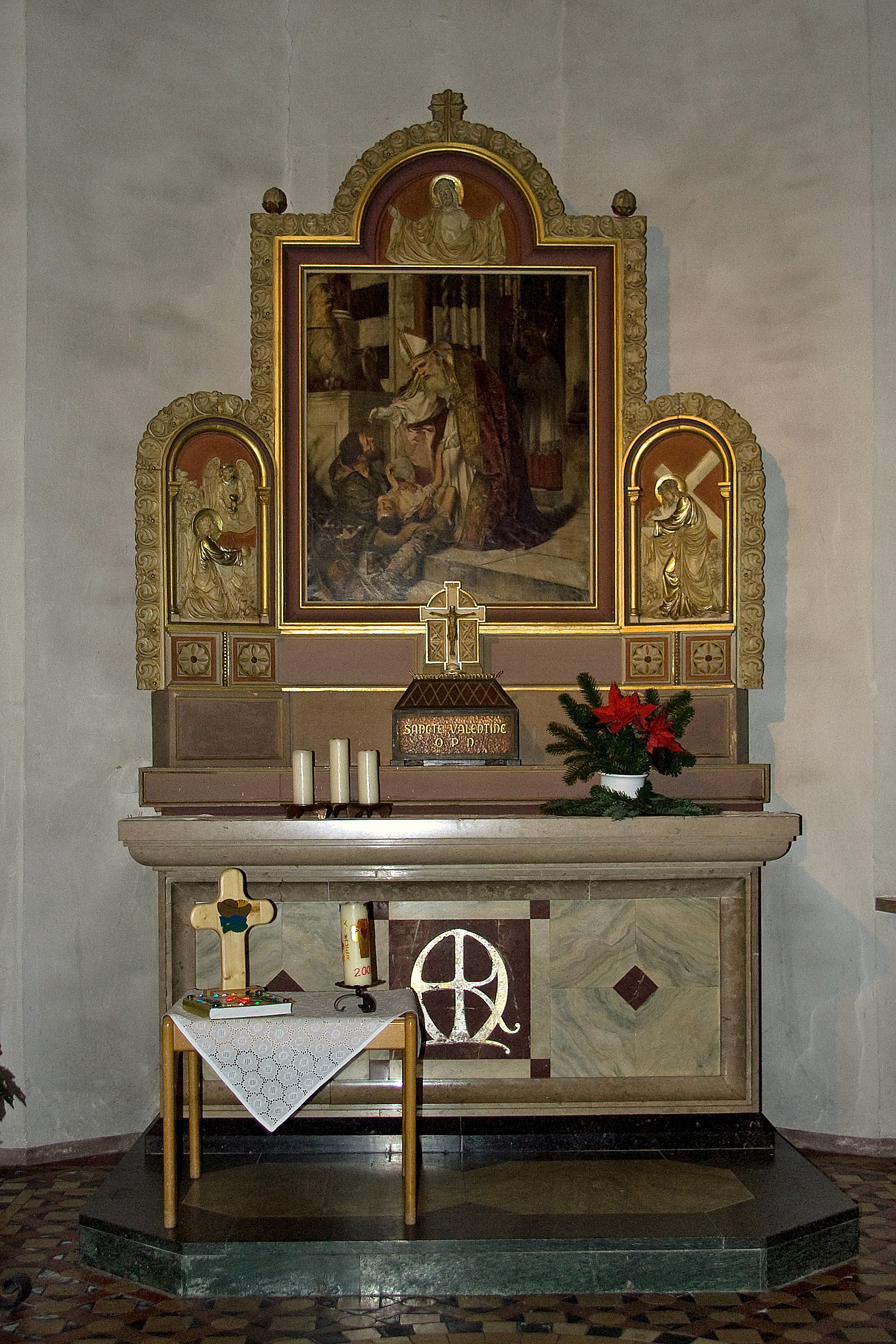
Ołtarz św. Walentego
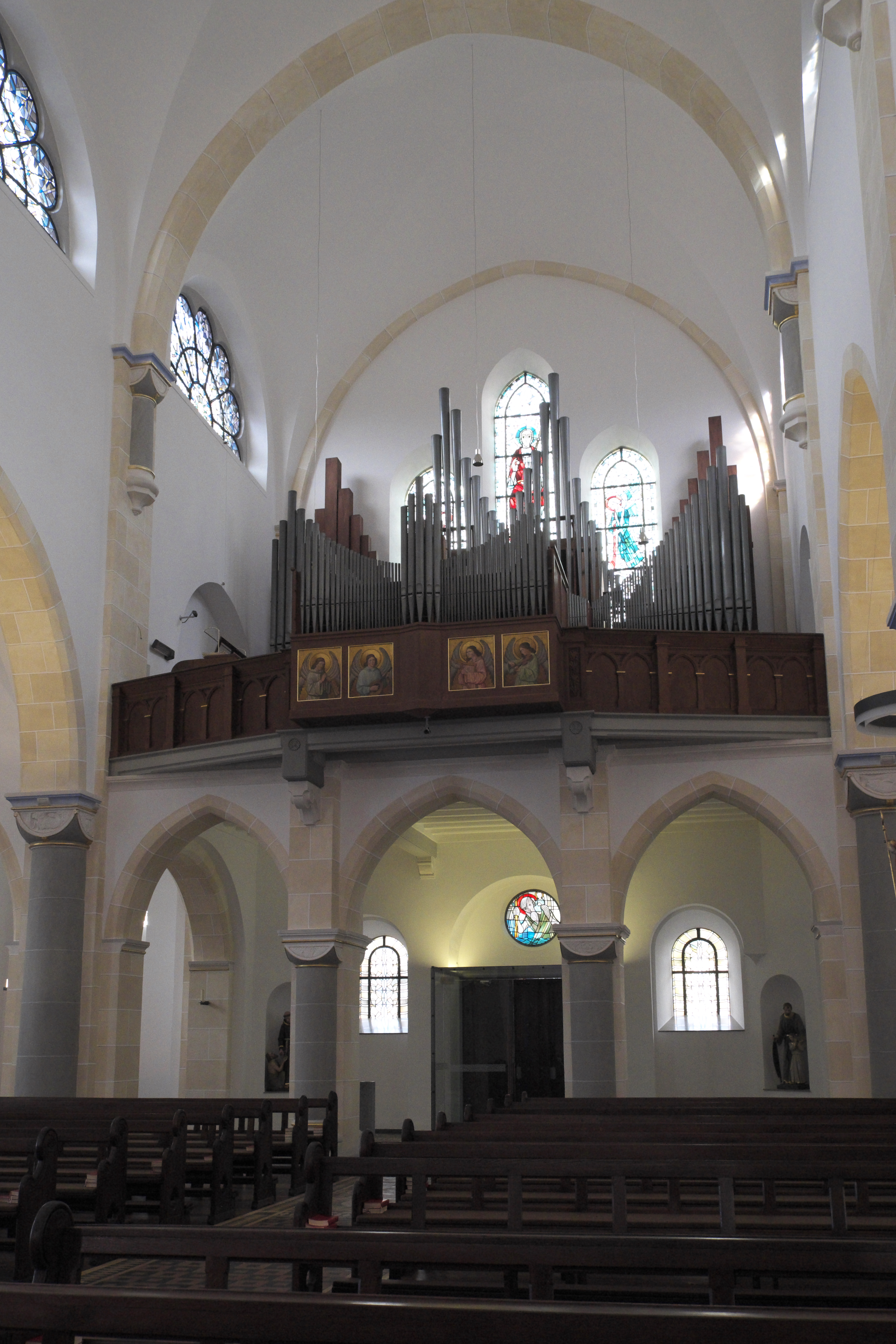
Empora i organy